# Sool, Glarus
Sool är en ort i kommunen Glarus Süd i kantonen Glarus i Schweiz. Den ligger cirka 5 kilometer söder om Glarus. Orten har 256 invånare (2024).
Orten var före den 1 januari 2011 en egen kommun, men slogs då samman med kommunerna Betschwanden, Braunwald, Elm, Engi, Haslen, Linthal, Luchsingen, Matt, Mitlödi, Rüti, Schwanden och Schwändi till den nya kommunen Glarus Süd.
Den tidigare kommunen gränsade till kommunerna Engi, Ennenda, Mitlödi, Obstalden och Schwanden, samt Quarten i kantonen Sankt Gallen.